# Uzapćenje
Uzapćenje je postupak kojim ovlašteni javni brod (najčešće brod obalne straže ili policijski brod, a u nekim slučajevima i ratni brod) jedne države zaustavlja, pregledava i, u slučaju opravdane sumnje da je učinio neku protupravnu radnju u teritorijalnom moru dotične države, privodi u neku od svojih luka brod druge države kako bi se pokrenuo odgovarajući sudski postupak. 
Pojam uzapćenje se razlikuje od pojma zapljena (broda ili brodskog tereta) koja se događa na kraju sudskog postupka koji eventualno rezultira presudom o zapljeni broda i/ili tereta. 
Međutim, trgovački i drugi brodovi koji nisu ratni, a koji se u vrijeme oružanog sukoba okarakteriziraju kao vojni ciljevi, mogu biti zaplijenjeni samim činom uzapćenja.